# Panicum cristatellum
Panicum cristatellum är en gräsart som beskrevs av Yi Li Keng. Panicum cristatellum ingår i släktet vipphirser, och familjen gräs. Inga underarter finns listade i Catalogue of Life.